# RDS-1
РДС-1, RDS-1 (amerikansk betegnelse Joe-1) var den første sovjetiske prøvesprængning af et kernevåben.
RDS-1 blev bragt til sprængning den 29. august 1949 kl. 07:00 (lokal tid) på testområdet ved Semipalatinsk i Kasakhstan. Fire år tidligere havde amerikanerne med trinitytesten (den 16. juli 1945) foretaget verdens første prøvesprængning af et kernevåben.
Lige som den amerikanske Trinity-bombe (og Fat Man, Nagasaki) var RDS-1 en implosionsbombe, der baserede sig på plutonium som det fissile materiale.
RDS-1 havde en sprængkraft svarende til 22 kilotons TNT, hvilket også er sammenligneligt med både Trinity-bombens og Fat Mans sprængkraft.
Prøvesprængningen af RDS-1 kom som noget af et chok for USA, hvis efterretningstjeneste havde troet, at Sovjetunionen endnu var år fra at have et funktionelt kernevåben.
Prøvesprængningen fik kodenavnet Первая молния (Pervaja molnija) (da.: første lynild, en.: First Lightning). Navnet på bomben, RDS-1, var egentlig en betydningsløs typebetegnelse Reaktivnyj Dvigatel Specialnyi (da.: Særlige raketmotor), men ansatte ved projektet fandt hurtigt på flere mulige betydninger, blandt de mest populære var Reaktivnyj Dvigatel Stalina (da.: Stalins raketmotor) og Rossija Delaet Sama (da.: Rusland gør det alene).

## Eksterne links
- Om Joe 1 på NuclearWeaponArchive.org
- http://www.atomicmuseum.com/tour/coldwar.cfm Arkiveret 16. februar 2008 hos  Wayback Machine
- http://www.kazakhembus.com/Nuc_gp.html Arkiveret 16. december 2005 hos  Wayback Machine

| Militær | Spire Denne artikel om militær er en spire som bør udbygges. Du er velkommen til at hjælpe Wikipedia ved at udvide den. |

50°26′15″N 77°48′51″Ø / 50.4375°N 77.814166666667°Ø